# Osbeckia afzelii
Osbeckia afzelii là một loài thực vật có hoa trong họ Mua. Loài này được (Hook. f.) Cogn. mô tả khoa học đầu tiên năm 1891.